# From the Bottom of My Broken Heart
From the Bottom of My Broken Heart is de vijfde en laatste single (vierde in de Verenigde Staten en Australië) van het album ...Baby One More Time van popzangeres Britney Spears. De single werd uitgebracht gedurende het eerste kwartaal van 2000.
Het nummer werd geschreven en geproduceerd door Eric Foster White. In deze melancholische liefdesballad denkt Spears over haar eerste liefde en hoe ze wenste dat ze de relatie niet beëindigd had.
Het nummer werd niet opgenomen op het album "Greatest Hits: My Prerogative".